# نغور

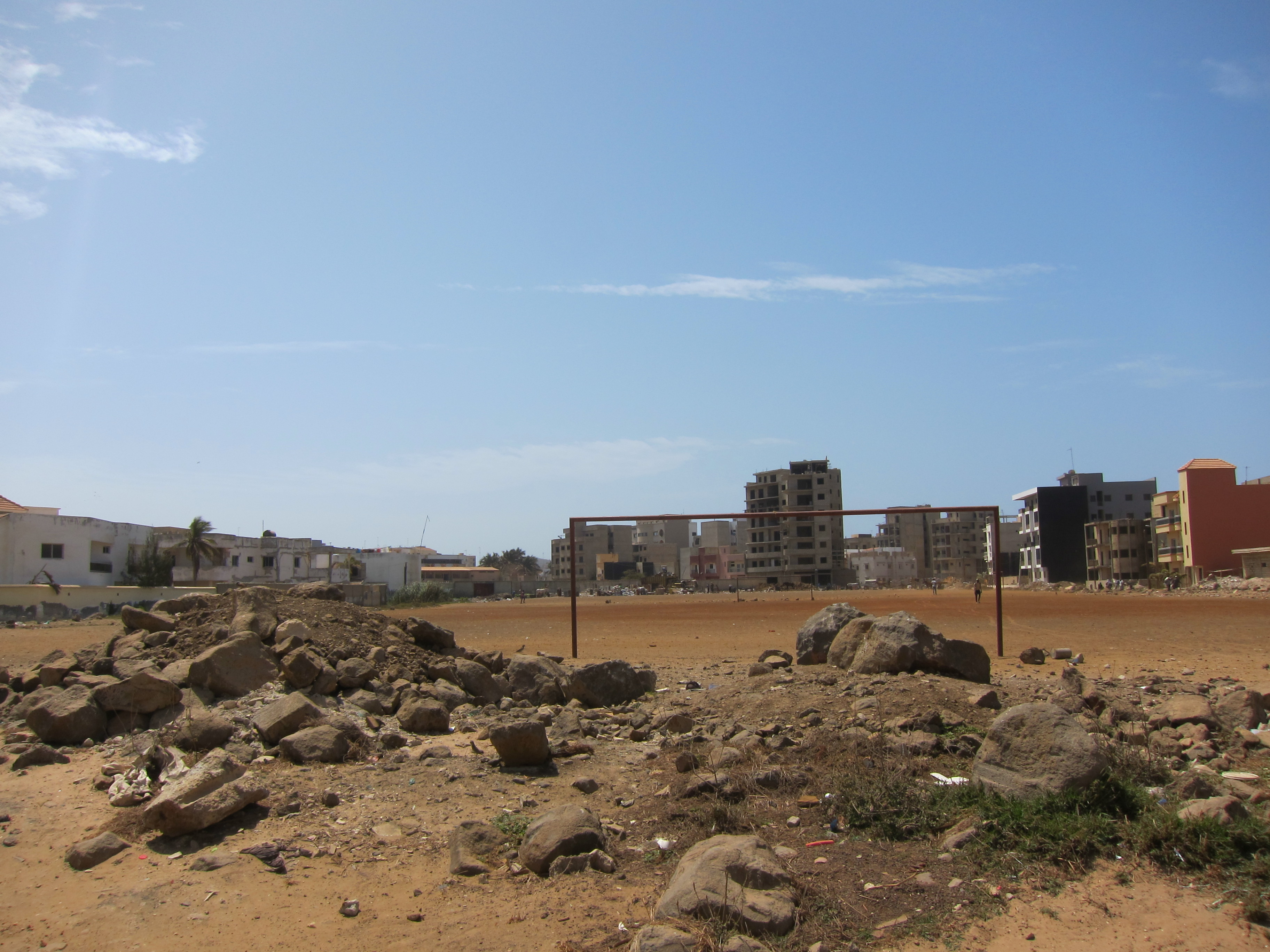
الملعب في قرية نغور

نغور، (بالفرنسية: Ngor)‏، بلدية تتبع محافظة داكار في السنغال، تقع عند خط العرض 14° 45' شمالا وخط الطول 17° 30'غربًا، يحدها شمالا بلدية دييان،غربا كاتا،شرقا ورار وتونغور جنوبا نديونكاران وتاكلو. حسب إحصاء عام 2007 فإنها يسكنها حوالي 11600 نسمة، على بعد 400م توجد جزيرة نكور.أهم نشاط اقتصادي فيها هو الصيد والسياحة.

## أعلام
- يوسوفا مبينغي